# Michael Ngadeu-Ngadjui
Michael Ngadeu-Ngadjui (Bafang, 23 november 1990) is een Kameroens voetballer die doorgaans speelt als centrale verdediger. In april 2023 verruilde hij AA Gent voor Beijing Guoan. Ngadeu-Ngadjui maakte in 2016 zijn debuut in het Kameroens voetbalelftal.

## Clubcarrière
Ngadeu-Ngadjui speelde in de jeugd van Diables Rouges Maroua en in 2007 kwam hij terecht in de opleiding van Canon Yaoundé. Bij die club kwam hij later ook in het eerste elftal terecht, tot 2010. In dat jaar verhuisde hij naar het Duitse Kirchhörder. Hierna volgde één seizoen bij de beloften van SV Sandhausen. In 2012 verkaste de verdediger naar 1. FC Nürnberg, waar hij twee seizoenen actief was bij het tweede elftal. Aan het einde van het seizoen 2013/14 werd zijn verbintenis niet verlengd. Hierop vertrok de Kameroener naar Botoșani, waar hij zijn handtekening zette onder een verbintenis voor de duur van drie seizoenen. Na twee jaar was er verregaande interesse van Steaua Boekarest in Ngadeu-Ngadjui. In de zomer van 2016 maakte hij de overstap naar Slavia Praag. Bij die club tekende hij voor drie seizoenen. Met de overgang was circa een half miljoen euro gemoeid. Na iets meer dan een jaar werd de verbintenis met één seizoen verlengd tot medio 2020. Een jaar voor het einde van dit contract verkaste Ngadeu-Ngadjui voor circa vierenhalf miljoen euro naar AA Gent, dat hem een contract voor vier seizoenen gaf. Hij debuteerde er in een competitiewedstrijd tegen Sporting Charleroi op 28 juli 2019 en maakte meteen zijn eerste doelpunt voor Gent (eindstand 1–1). In maart 2023 vertrok Ngadeu-Ngadjui bij AA Gent en verhuisde naar Beijing Guoan. Zijn contract zou die zomer aflopen, maar hij vertrok tijdens het seizoen al naar de Chinese club.

## Clubstatistieken
| Seizoen | Club              | Competitie      | Competitie | Competitie | Beker | Beker | Internationaal | Internationaal | Totaal | Totaal |
| Seizoen | Club              | Competitie      | Wed.       | Dlp.       | Wed.  | Dlp.  | Wed.           | Dlp.           | Wed.   | Dlp.   |
| ------- | ----------------- | --------------- | ---------- | ---------- | ----- | ----- | -------------- | -------------- | ------ | ------ |
| 2012/13 | 1. FC Nürnberg II | Regionalliga    | 23         | 1          | —     | —     | —              | —              | 23     | 1      |
| 2013/14 | 1. FC Nürnberg II | Regionalliga    | 31         | 3          | —     | —     | —              | —              | 31     | 3      |
| 2014/15 | Botoșani          | Liga 1          | 28         | 1          | 1     | 0     | —              | —              | 29     | 1      |
| 2015/16 | Botoșani          | Liga 1          | 25         | 6          | 0     | 0     | —              | —              | 25     | 6      |
| 2016/17 | Slavia Praag      | Gambrinus Liga  | 27         | 6          | 4     | 0     | 5              | 0              | 36     | 6      |
| 2017/18 | Slavia Praag      | Gambrinus Liga  | 20         | 1          | 2     | 0     | 9              | 1              | 31     | 2      |
| 2018/19 | Slavia Praag      | Gambrinus Liga  | 29         | 0          | 3     | 0     | 13             | 1              | 45     | 1      |
| 2019/20 | AA Gent           | Eerste klasse A | 29         | 3          | 1     | 0     | 12             | 1              | 42     | 4      |
| 2020/21 | AA Gent           | Eerste klasse A | 27         | 1          | 0     | 0     | 7              | 0              | 34     | 1      |
| 2021/22 | AA Gent           | Eerste klasse A | 33         | 4          | 3     | 0     | 13             | 0              | 49     | 4      |
| 2022/23 | AA Gent           | Eerste klasse A | 30         | 1          | 4     | 0     | 11             | 0              | 45     | 1      |
| 2023    | Beijing Guoan     | Super League    | 29         | 1          | 2     | 0     | —              | —              | 31     | 1      |
| 2024    | Beijing Guoan     | Super League    | 28         | 3          | 2     | 0     | —              | —              | 30     | 3      |
| 2025    | Beijing Guoan     | Super League    | 7          | 0          | 0     | 0     | —              | —              | 7      | 0      |
| Totaal  | Totaal            | Totaal          | 366        | 31         | 22    | 0     | 70             | 3              | 458    | 34     |

Bijgewerkt op 8 mei 2025.

## Interlandcarrière
Ngadeu-Ngadjui maakte in 2016 zijn debuut in het Kameroens voetbalelftal. Op 3 september werd met 2–0 gewonnen van Gambia door doelpunten van Benjamin Moukandjo en Karl Toko Ekambi. De verdediger mocht van bondscoach Hugo Broos in de basis starten en hij speelde het gehele duel mee. Op 18 januari 2017 speelde hij zijn achtste interland, toen hij in een wedstrijd om het Afrikaans kampioenschap 2017 tegen Guinee-Bissau in de basis startte. Nadat het na treffers van Piqueti en Sébastien Siani 1–1 stond, tekende Ngadeu-Ngadjui twaalf minuten voor tijd voor de beslissende 2–1. In de finale won Kameroen met 2–1 van Egypte en zo schreef het land voor de vijfde keer in de geschiedenis het continentale toernooi op hun naam. De verdediger speelde het gehele duel mee. Na het toernooi werd hij door de continentale bond CAF verkozen in het team van het toernooi. Samen met Kara Mbodj (Senegal) en Ahmed Hegazy (Egypte) vormde hij de verdediging. Ngadeu-Ngadjui nam met Kameroen deel aan de FIFA Confederations Cup 2017, waar in de groepsfase werd verloren van regerend wereldkampioen Duitsland, regerend Zuid-Amerikaans kampioen Chili en werd gelijkgespeeld tegen de kampioen van Azië, Australië.
| Interlands van Michael Ngadeu-Ngadjui voor Kameroen | Interlands van Michael Ngadeu-Ngadjui voor Kameroen | Interlands van Michael Ngadeu-Ngadjui voor Kameroen | Interlands van Michael Ngadeu-Ngadjui voor Kameroen | Interlands van Michael Ngadeu-Ngadjui voor Kameroen | Interlands van Michael Ngadeu-Ngadjui voor Kameroen | Interlands van Michael Ngadeu-Ngadjui voor Kameroen |
| №                                                   | Datum                                               | Wedstrijd                                           | Uitslag                                             | Competitie                                          | Goals                                               |                                                     |
| Als speler bij Slavia Praag                         | Als speler bij Slavia Praag                         | Als speler bij Slavia Praag                         | Als speler bij Slavia Praag                         | Als speler bij Slavia Praag                         | Als speler bij Slavia Praag                         | Als speler bij Slavia Praag                         |
| --------------------------------------------------- | --------------------------------------------------- | --------------------------------------------------- | --------------------------------------------------- | --------------------------------------------------- | --------------------------------------------------- | --------------------------------------------------- |
| 1                                                   | 3 september 2016                                    | Kameroen – Gambia                                   | 2 – 0                                               | AK 2017 kwalificatie                                |                                                     |                                                     |
| 2                                                   | 6 september 2016                                    | Kameroen – Gabon                                    | 2 – 1                                               | Vriendschappelijk                                   |                                                     |                                                     |
| 3                                                   | 9 oktober 2016                                      | Algerije – Kameroen                                 | 1 – 1                                               | WK 2018 kwalificatie                                |                                                     |                                                     |
| 4                                                   | 12 november 2016                                    | Kameroen – Zambia                                   | 1 – 1                                               | WK 2018 kwalificatie                                |                                                     |                                                     |
| 5                                                   | 5 januari 2017                                      | Kameroen – Congo-Kinshasa                           | 2 – 0                                               | Vriendschappelijk                                   |                                                     |                                                     |
| 6                                                   | 10 januari 2017                                     | Kameroen – Zimbabwe                                 | 1 – 1                                               | Vriendschappelijk                                   |                                                     |                                                     |
| 7                                                   | 14 januari 2017                                     | Burkina Faso – Kameroen                             | 1 – 1                                               | AK 2017                                             |                                                     |                                                     |
| 8                                                   | 18 januari 2017                                     | Kameroen – Guinee-Bissau                            | 2 – 1                                               | AK 2017                                             | 79'                                                 |                                                     |
| 9                                                   | 22 januari 2017                                     | Gabon – Kameroen                                    | 0 – 0                                               | AK 2017                                             |                                                     |                                                     |
| 10                                                  | 28 januari 2017                                     | Senegal – Kameroen                                  | 0 – 0                                               | AK 2017                                             |                                                     |                                                     |
| 11                                                  | 2 februari 2017                                     | Kameroen – Ghana                                    | 2 – 0                                               | AK 2017                                             | 72'                                                 |                                                     |
| 12                                                  | 5 februari 2017                                     | Egypte – Kameroen                                   | 1 – 2                                               | AK 2017                                             |                                                     |                                                     |
| 13                                                  | 24 maart 2017                                       | Tunesië – Kameroen                                  | 0 – 1                                               | Vriendschappelijk                                   |                                                     |                                                     |
| 14                                                  | 28 maart 2017                                       | Kameroen – Guinee                                   | 1 – 2                                               | Vriendschappelijk                                   |                                                     |                                                     |
| 15                                                  | 10 juni 2017                                        | Kameroen – Marokko                                  | 1 – 0                                               | AK 2019 kwalificatie                                |                                                     |                                                     |
| 16                                                  | 18 juni 2017                                        | Kameroen – Chili                                    | 0 – 2                                               | Confederations Cup 2017                             |                                                     |                                                     |
| 17                                                  | 22 juni 2017                                        | Kameroen – Australië                                | 1 – 1                                               | Confederations Cup 2017                             |                                                     |                                                     |
| 18                                                  | 25 juni 2017                                        | Duitsland – Kameroen                                | 3 – 1                                               | Confederations Cup 2017                             |                                                     |                                                     |
| 19                                                  | 1 september 2017                                    | Nigeria – Kameroen                                  | 4 – 0                                               | WK 2018 kwalificatie                                |                                                     |                                                     |
| 20                                                  | 7 oktober 2017                                      | Kameroen – Algerije                                 | 2 – 0                                               | WK 2018 kwalificatie                                |                                                     |                                                     |
| 21                                                  | 11 november 2017                                    | Zambia – Kameroen                                   | 2 – 2                                               | WK 2018 kwalificatie                                |                                                     |                                                     |
| 22                                                  | 25 maart 2018                                       | Koeweit – Kameroen                                  | 1 – 3                                               | Vriendschappelijk                                   |                                                     |                                                     |
| 23                                                  | 8 september 2018                                    | Comoren – Kameroen                                  | 1 – 1                                               | AK 2019 kwalificatie                                |                                                     |                                                     |
| 24                                                  | 12 oktober 2018                                     | Kameroen – Malawi                                   | 1 – 0                                               | AK 2019 kwalificatie                                |                                                     |                                                     |
| 25                                                  | 16 november 2018                                    | Marokko – Kameroen                                  | 2 – 1                                               | AK 2019 kwalificatie                                |                                                     |                                                     |
| 26                                                  | 23 maart 2019                                       | Kameroen – Comoren                                  | 3 – 0                                               | AK 2019 kwalificatie                                |                                                     |                                                     |
| 27                                                  | 14 juni 2019                                        | Kameroen – Mali                                     | 1 – 1                                               | Vriendschappelijk                                   |                                                     |                                                     |
| 28                                                  | 25 juni 2019                                        | Kameroen – Guinee-Bissau                            | 2 – 0                                               | AK 2019                                             |                                                     |                                                     |
| 29                                                  | 29 juni 2019                                        | Kameroen – Ghana                                    | 0 – 0                                               | AK 2019                                             |                                                     |                                                     |
| 30                                                  | 2 juli 2019                                         | Benin – Kameroen                                    | 0 – 0                                               | AK 2019                                             |                                                     |                                                     |
| 31                                                  | 6 juli 2019                                         | Nigeria – Kameroen                                  | 3 – 2                                               | AK 2019                                             |                                                     |                                                     |
| Als speler bij AA Gent                              |                                                     |                                                     |                                                     |                                                     |                                                     |                                                     |
| 32                                                  | 12 oktober 2019                                     | Tunesië – Kameroen                                  | 0 – 0                                               | Vriendschappelijk                                   |                                                     |                                                     |
| 33                                                  | 13 november 2019                                    | Kameroen – Kaapverdië                               | 0 – 0                                               | AK 2021 kwalificatie                                |                                                     |                                                     |
| 34                                                  | 17 november 2019                                    | Rwanda – Kameroen                                   | 0 – 1                                               | AK 2021 kwalificatie                                |                                                     |                                                     |
| 35                                                  | 9 oktober 2020                                      | Japan – Kameroen                                    | 0 – 0                                               | Vriendschappelijk                                   |                                                     |                                                     |
| 36                                                  | 30 maart 2021                                       | Kameroen – Rwanda                                   | 0 – 0                                               | AK 2021 kwalificatie                                |                                                     |                                                     |
| 37                                                  | 4 juni 2021                                         | Nigeria – Kameroen                                  | 0 – 1                                               | Vriendschappelijk                                   |                                                     |                                                     |
| 38                                                  | 8 juni 2021                                         | Kameroen – Nigeria                                  | 0 – 0                                               | Vriendschappelijk                                   |                                                     |                                                     |
| 39                                                  | 3 september 2021                                    | Kameroen – Malawi                                   | 2 – 0                                               | WK 2022 kwalificatie                                | 22'                                                 |                                                     |
| 40                                                  | 6 september 2021                                    | Ivoorkust – Kameroen                                | 2 – 1                                               | WK 2022 kwalificatie                                |                                                     |                                                     |
| 41                                                  | 8 oktober 2021                                      | Kameroen – Mozambique                               | 3 – 1                                               | WK 2022 kwalificatie                                |                                                     |                                                     |
| 42                                                  | 11 oktober 2021                                     | Mozambique – Kameroen                               | 0 – 1                                               | WK 2022 kwalificatie                                |                                                     |                                                     |
| 43                                                  | 13 november 2021                                    | Malawi – Kameroen                                   | 0 – 4                                               | WK 2022 kwalificatie                                |                                                     |                                                     |
| 44                                                  | 16 november 2021                                    | Kameroen – Ivoorkust                                | 1 – 0                                               | WK 2022 kwalificatie                                |                                                     |                                                     |
| 45                                                  | 9 januari 2022                                      | Kameroen – Burkina Faso                             | 2 – 1                                               | AK 2021                                             |                                                     |                                                     |
| 46                                                  | 13 januari 2022                                     | Kameroen – Ethiopië                                 | 4 – 1                                               | AK 2021                                             |                                                     |                                                     |
| 47                                                  | 17 januari 2022                                     | Kameroen – Kaapverdië                               | 1 – 1                                               | AK 2021                                             |                                                     |                                                     |
| 48                                                  | 24 januari 2022                                     | Kameroen – Comoren                                  | 2 – 1                                               | AK 2021                                             |                                                     |                                                     |
| 49                                                  | 29 januari 2022                                     | Kameroen – Gambia                                   | 2 – 0                                               | AK 2021                                             |                                                     |                                                     |
| 50                                                  | 3 februari 2022                                     | Kameroen – Egypte                                   | 0 – 0 (1 – 3 n.s.                                   | AK 2021                                             |                                                     |                                                     |
| 51                                                  | 25 maart 2022                                       | Kameroen – Algerije                                 | 0 – 1                                               | WK 2022 kwalificatie                                |                                                     |                                                     |
| 52                                                  | 29 maart 2022                                       | Algerije – Kameroen                                 | 1 – 2 n.v.                                          | WK 2022 kwalificatie                                |                                                     |                                                     |
| 53                                                  | 8 juni 2022                                         | Burundi – Kameroen                                  | 0 – 1                                               | AK 2023 kwalificatie                                |                                                     |                                                     |
| Als speler bij Beijing Guoan                        |                                                     |                                                     |                                                     |                                                     |                                                     |                                                     |
| 54                                                  | 8 juni 2024                                         | Kameroen – Kaapverdië                               | 4 – 1                                               | WK 2026 kwalificatie                                |                                                     |                                                     |
| 55                                                  | 11 juni 2024                                        | Angola – Kameroen                                   | 1 – 1                                               | WK 2026 kwalificatie                                |                                                     |                                                     |
| 56                                                  | 7 september 2024                                    | Kameroen – Namibië                                  | 1 – 0                                               | AK 2025 kwalificatie                                |                                                     |                                                     |
| 57                                                  | 10 september 2024                                   | Zimbabwe – Kameroen                                 | 0 – 0                                               | AK 2025 kwalificatie                                |                                                     |                                                     |
| 58                                                  | 11 oktober 2024                                     | Kameroen – Kenia                                    | 4 – 1                                               | AK 2025 kwalificatie                                |                                                     |                                                     |
| 59                                                  | 14 oktober 2024                                     | Kenia – Kameroen                                    | 0 – 1                                               | AK 2025 kwalificatie                                |                                                     |                                                     |
| 60                                                  | 13 november 2024                                    | Namibië – Kameroen                                  | 0 – 0                                               | AK 2025 kwalificatie                                |                                                     |                                                     |
| 61                                                  | 25 maart 2025                                       | Kameroen – Libië                                    | 3 – 1                                               | WK 2026 kwalificatie                                |                                                     |                                                     |

Bijgewerkt op 8 mei 2025.

## Erelijst
| Competitie              |              |              |              |              |
| Competitie              | Aantal       | Jaren        |              |              |
| Slavia Praag            | Slavia Praag | Slavia Praag | Slavia Praag | Slavia Praag |
| ----------------------- | ------------ | ------------ | ------------ | ------------ |
| Gambrinus Liga          | 1            | 2016/17      |              |              |
| Pohár FAČR              | 1            | 2017/18      |              |              |
| AA Gent                 |              |              |              |              |
| Beker van België        | 1            | 2021/22      |              |              |
| Kameroen                |              |              |              |              |
| Afrikaans kampioenschap | 1            | 2017         |              |              |